# Diócesis de Inongo
La diócesis de Inongo (en latín: Dioecesis Inongoënsis y en francés: Diocèse de Inongo) es una circunscripción eclesiástica de la Iglesia católica en la República Democrática del Congo. Se trata de una diócesis latina, sufragánea de la arquidiócesis de Kinsasa. Desde el 31 de marzo de 2018 su obispo es Donatien Bafuidinsoni Maloko-Mana, Compañía de Jesús.

## Territorio y organización
La diócesis tiene 100 000 km² y extiende su jurisdicción sobre los fieles católicos de rito latino residentes en la casi totalidad de la provincia de Mai-Ndombe.
La sede de la diócesis se encuentra en la ciudad de Inongo, en donde se halla la Catedral de San Alberto.
En 2021 en la diócesis existían 23 parroquias.

## Historia
El vicariato apostólico de Inongo fue erigido el 29 de junio de 1953 con la bula Uti sollerti del papa Pío XII, obteniendo el territorio del vicariato apostólico de Léopoldville (hoy arquidiócesis de Kinsasa).
El 10 de noviembre de 1959 el vicariato apostólico fue elevado a diócesis con la bula Cum parvulum del papa Juan XXIII.
El 12 de abril de 1975, con el decreto Cum ad bonum de la Congregación de Propaganda Fide, la parte sur de la diócesis de Bikoro se anexó a la diócesis de Inongo, mientras que la parte norte se fusionó con la arquidiócesis de Mbandaka, que por lo tanto asumió el nombre de arquidiócesis por Mbandaka-Bikoro.

## Estadísticas
Según el Anuario Pontificio 2022 la diócesis tenía a fines de 2021 un total de 862 670 fieles bautizados.
| Año                                                                             | Población            | Población | Población      | Sacerdotes | Sacerdotes    | Sacerdotes    | Bautizados por sacerdote | Diáconos permanentes | Religiosos | Religiosos | Parroquias |
| Año                                                                             | Bautizados católicos | Total     | % de católicos | Total      | Clero secular | Clero regular | Bautizados por sacerdote | Diáconos permanentes | Varones    | Mujeres    | Parroquias |
| ------------------------------------------------------------------------------- | -------------------- | --------- | -------------- | ---------- | ------------- | ------------- | ------------------------ | -------------------- | ---------- | ---------- | ---------- |
| 1970                                                                            | 120 926              | 297 873   | 40.6           | 56         | 10            | 46            | 2159                     |                      | 57         | 59         | 11         |
| 1980                                                                            | 161 295              | 344 866   | 46.8           | 39         | 12            | 27            | 4135                     |                      | 31         | 34         | 14         |
| 1990                                                                            | 266 000              | 436 000   | 61.0           | 40         | 19            | 21            | 6650                     |                      | 26         | 79         | 14         |
| 1999                                                                            | 300 342              | 634 500   | 47.3           | 53         | 43            | 10            | 5666                     |                      | 13         | 89         | 14         |
| 2000                                                                            | 316 000              | 650 000   | 48.6           | 53         | 46            | 7             | 5962                     |                      | 10         | 86         | 14         |
| 2001                                                                            | 325 000              | 690 000   | 47.1           | 52         | 44            | 8             | 6250                     |                      | 11         | 93         | 14         |
| 2002                                                                            | 330 000              | 720 000   | 45.8           | 53         | 45            | 8             | 6226                     |                      | 19         | 90         | 14         |
| 2003                                                                            | 368 875              | 752 907   | 49.0           | 56         | 49            | 7             | 6587                     |                      | 12         | 92         | 14         |
| 2004                                                                            | 396 000              | 800 000   | 49.5           | 55         | 49            | 6             | 7200                     |                      | 9          | 93         | 14         |
| 2006                                                                            | 407 000              | 823 000   | 49.5           | 54         | 49            | 5             | 7537                     |                      | 7          | 112        | 14         |
| 2013                                                                            | 601 610              | 1 170 000 | 51.4           | 58         | 57            | 1             | 10 372                   |                      | 6          | 129        | 22         |
| 2016                                                                            | 737 000              | 1 150 000 | 64.1           | 65         | 63            | 2             | 11 338                   |                      | 7          | 140        | 23         |
| 2019                                                                            | 810 000              | 1 263 970 | 64.1           | 63         | 62            | 1             | 12 857                   |                      | 5          | 152        | 23         |
| 2021                                                                            | 862 670              | 1 346 160 | 64.1           | 73         | 72            | 1             | 11 817                   |                      | 5          | 155        | 23         |
| Fuente: Catholic-Hierarchy, que a su vez toma los datos del Anuario Pontificio. |                      |           |                |            |               |               |                          |                      |            |            |            |

## Episcopologio
- Jan Van Cauwelaert, C.I.C.M. † (6 de enero de 1954-12 de junio de 1967 renunció[nota 1])
- Léon Lesambo Ndamwize † (12 de junio de 1967-27 de julio de 2005 retirado)
- Philippe Nkiere Keana, C.I.C.M. (27 de julio de 2005-31 de marzo de 2018 retirado)
- Donatien Bafuidinsoni Maloko-Mana, S.I., desde el 31 de marzo de 2018